# Axel Lutter
Axel Lutter (* 19. November 1952 in Dortmund) ist ein deutscher Schauspieler, Hörspielsprecher und Synchronsprecher, der unter anderem Jean Reno, Pierre Richard und Billy Connolly seine Stimme leiht.

## Leben
Lutter arbeitet als Schauspieler und Synchronsprecher. Er trat unter anderem in Theatern in Frankfurt am Main, Detmold und Braunschweig auf. Er war 15 Jahre für das Berliner Kabarett Die Stachelschweine tätig und arbeitete dort unter anderem mit Rolf Ulrich, Wolfgang Gruner, Andrea Brix und Ursula Herwig zusammen.
Zwischen 2006 und 2008 sprach Lutter in der zweiten und dritten Staffel von Avatar – Der Herr der Elemente den Feuerlord Ozai und Yon Rha einen pensionierten Kommandanten der Feuernation. 2013 arbeitete Lutter vermehrt im Hörspielbereich und war unter anderem in Folge 81 von Gruselkabinett und Folge 38 von Point Whitmark zu hören.
Seit 2019 spricht er in den Hörbuchfassungen der klassischen Bücher der Reihe Die drei ??? die Rolle des Albert Hitfield, der zwischendurch Fingerzeige gibt, die zum Nachdenken und Miträtseln seitens der Zuhörer anregen.
Ab Oktober 2023 übernahm er in der US-amerikanischen Zeichentrickserie SpongeBob Schwammkopf als Nachfolger des im August 2023 verstorbenen Jürgen Kluckert die Hauptrolle des Fast-Foodketten-Besitzers Mr. Eugene Krabs, womit er in dieser Serie eine Doppelrolle einnimmt. Lutter spricht in der Serie bereits seit Oktober 2017 die Rolle des Fliegenden Holländers, die er von dem Oktober 2015 verstorbenen Hans Teuscher übernahm.

## Filmografie
- 1986: Gestatten, Bestatter
- 1989: Vera und Babs (Fernsehserie)
- 1991: Viel Rummel um den Skooter (Fernsehserie)
- 1999: Operation Phoenix – Jäger zwischen den Welten (Fernsehserie)

## Synchronisation (Auswahl)
J. K. Simmons
- 2019: Spider-Man: Far From Home als J. Jonah Jameson
- 2021: Spider-Man: No Way Home als J. Jonah Jameson
- 2023: Spider-Man: Across the Spider-Verse als J. Jonah Jameson

Mark Hamill
- 2006: Desperate Housewives als Claude
- 2008: Avatar – Der Herr der Elemente als Feuerlord Ozai

Will Arnett
- 2010: Ich – Einfach unverbesserlich als Mr. Perkins
- 2022: Minions – Auf der Suche nach dem Mini-Boss als Mr. Perkins

Roger Allam
- 2012–2023: Der junge Inspektor Morse als DI Fred Thursday
- 2015: A Royal Night – Ein königliches Vergnügen als Stan

Tim Rose
- 2015: Star Wars: Das Erwachen der Macht als Admiral Ackbar
- 2017: Star Wars: Die letzten Jedi als Admiral Ackbar

Jim Gaffigan
- 2018: Hotel Transsilvanien 3 – Ein Monster Urlaub als Van Helsing
- 2022: Hotel Transsilvanien – Eine Monster Verwandlung als Van Helsing

Brian Doyle-Murray
- seit 2018: SpongeBob Schwammkopf als Der fliegende Holländer (2. Stimme)
- seit 2021: Kamp Koral: SpongeBobs Kinderjahre als Der Fliegende Holländer

Clancy Brown
- seit 2023: SpongeBob Schwammkopf als Mr. Krabs (2. Stimme)
- seit 2023: Kamp Koral: SpongeBobs Kinderjahre als Mr. Krabs (2. Stimme)

### Filme
- 1997: Terry Forrestal in Titanic als Ltd. Ingenieur Joseph Bell
- 2002: Kenji Utsumi in Dragon Ball Z – Super-Saiyajin Son-Goku als Lord Slug
- 2004: Robbie Coltrane in Ocean’s 12 als Matsui
- 2006: Dermot Keaney in Pirates of the Caribbean – Fluch der Karibik 2 als Maccus
- 2009: Jean Reno in Der rosarote Panther 2 als Ponton
- 2010: in Konferenz der Tiere als Bob, der Ameisenbär
- 2010: Brad Garrett in Rapunzel – Neu verföhnt als Hakenhand (Sprache)
- 2010: Stephen Lee in Burlesque als Dwight
- 2012: M. C. Gainey in Django Unchained als Big John Brittle
- 2012: Gérard Jugnot in Asterix & Obelix – Im Auftrag Ihrer Majestät als Piratenkapitän
- 2013: Olgierd Łukaszewicz in Lauf Junge lauf als Dr. Zurawski
- 2013: Amitabh Bachchan in Der große Gatsby als Meyer Wolfsheim
- 2013: Arthur Higelin in Jack und das Kuckucksuhrherz als Arthur
- 2014: Billy Connolly in Der Hobbit: Die Schlacht der Fünf Heere als Dain Eisenfuß
- 2015: Boots Southerland in Sicario als US-Marshal Keith
- 2016: Robinson Crusoe als John Silver
- 2017: Pierre Richard in Monsieur Pierre geht online als Pierre Stein
- 2017: Richard Petty in Cars 3: Evolution als Strip "The King" Weathers
- 2019: Clu Gulager in Once Upon a Time in Hollywood als Buchladenbesitzer
- 2020: David Sheinkopf in Die fantastische Reise des Dr. Dolittle als Don Carpenterino
- 2020: Donald Ray Pollock in The Devil All the Time als Erzähler
- 2020: Bill Camp in Vergiftete Wahrheit als Wilbur Tennant
- 2020: Michael Potts in Ma Rainey’s Black Bottom als Slow Drag
- 2021: Ray Winstone in Black Widow als General Dreykov
- 2021: Paul Guilfoyle in Don’t Look Up als General Themes
- 2021: Robert John Burke in Intrusion als Detective Stephen Morse
- 2023: Danny DeVito in Raus aus dem Teich als Onkel Dan

### Serien
- 1990–1993: Larry Linville in M*A*S*H als Major Frank Burns
- 1994: Es war einmal … Entdecker und Erfinder (Folge 4) als Babylonier
- 2001–2010: Mykelti Williamson in 24 als Direktor Brian Hasting
- 2001: Nobuyuki Hiyama in Digimon 02 als BlackWarGreymon
- 2004–2010: Thom Barry in Cold Case – Kein Opfer ist je vergessen als Det. Will Jeffries
- 2007–2009: M. C. Gainey in Lost als Tom
- 2009–2013: John DiMaggio in Die Pinguine aus Madagascar als Bada
- 2011–2015: Fred Tatasciore in Kung Fu Panda als Shifu
- seit 2011: Don Warrington in Death in Paradise als Commissioner Selwyn Patterson
- 2012–2017: Peter Lurie in Teenage Mutant Ninja Turtles als Leatherhead
- 2013: Die Biene Maja als Paul
- 2014: Timothy Carlton in Sherlock als Mr. Holmes
- 2014: Martin Roach in Inspector Gadget als Dr. Kralle
- 2014: Scott McNeil in Ninjago als das Ultraböse/Goldener Meister (2. Stimme)
- 2015–2021: David Koechner in F Is for Family als Bob Pogo
- 2017: Marcelo Tubert in Prison Break als falscher Fahrer
- 2017–2021: Matt Frewer in Castlevania als The Bishop
- 2019–2023: Daryl Edwards in Manifest als Robert Vance
- 2021, 2023: Josh Brolin in What If…? als Thanos
- seit 2022: Jean-Loup Horwitz in Die Schlümpfe als Papa Schlumpf
- 2022–2024: David Cronenberg in Star Trek: Discovery als Kovich
- 2022–2023: Navy CIS: L.A. für Richard Grant als Raymond Hanna
- 2024: Christopher Lloyd in Knuckles als Pachacamac
- 2024: Ronja Räubertochter für Johan Ulveson als Glatzen-Per

## Hörspiele (Auswahl)
- 2017: Monster 1983, Lübbe Audio & Audible (Hörspielserie, 3. Staffel), als Kapitän Ridley

## Hörbücher
- seit 2019: Die-drei-???-Hörbuchreihe als Albert Hitfield
  - 2019: Die drei ??? und der grüne Geist
  - 2019: Die drei ??? und die Geisterinsel
  - 2019: Die drei ??? und der Phantomsee
  - 2019: Die drei ??? und der Super-Papagei
  - 2019: Die drei ??? und das Gespensterschloss
  - 2019: Die drei ??? und der Karpatenhund
  - 2019: Die drei ??? und der tanzende Teufel
  - 2020: Die drei ??? und der magische Kreis
  - 2020: Die drei ??? und der seltsame Wecker
  - 2020: Die drei ??? und der Fluch des Rubins
  - 2020: Die drei ??? und der lachende Schatten
  - 2020: Die drei ??? und die singende Schlange
  - 2021: Die drei ??? und der Ameisenmensch
  - 2021: Die drei ??? und der Zauberspiegel
  - 2021: Die drei ??? und die schwarze Katze
  - 2021: Die drei ??? und der gestohlene Preis
  - 2021: Die drei ??? und der sprechende Totenkopf
  - 2022: Die drei ??? und die flüsternde Mumie
  - 2022: Die drei ??? und die silberne Spinne
  - 2022: Die drei ??? und der Höhlenmensch
  - 2023: Die drei ??? und die gefährliche Erbschaft
  - 2023: Die drei ??? und die rätselhaften Bilder
  - 2023: Die drei ??? und der schrullige Millionär
  - 2023: Die drei ??? und das Bergmonster